# Jaime Campos
Pour les articles homonymes, voir Campos.
Jaime Campos Quiroga (né le 16 février 1953), est un homme politique chilien. Ministre de l'Agriculture de 2000 au 11 mars 2006.